# Skövde (đô thị)
Đô thị Skövde (Skövde kommun) là một đô thị ở hạt Västra Götaland ở phía tây Thụy Điển. Thủ phủ là thành phố Skövde. Cách thủ đô Stockholm 150 km về phía tây.
Đô thị hiện tại đã được lập năm 1971 khi thành phố Skövde được hợp nhất với 5 đô thị xung quanh. Con số đơn vị gốc (năm 1863) là 30. Năm 1952, con số này được giảm còn 6 đơn vị.
Skövde được biết đến với nhiều công ty công nghiệp và công nghệ, bao gồm Volvo Powertrain (chuyên về sản xuất động cơ và hộp số), Bombardier Transportation (sản xuất đường sắt và các phương tiện vận chuyển), và nhiều công ty công nghệ thông tin khác. Điều này tạo ra nhiều cơ hội việc làm và thu hút người lao động chất lượng. Volvo là công ty tuyển dụng lao động lớn nhất ở đô thị này.
Skövde có Đại học Skövde, một trường đại học có uy tín với các chương trình đào tạo đa dạng trong lĩnh vực khoa học máy tính, công nghệ thông tin, và kinh doanh.